# Pseudopezomachus villosus
Pseudopezomachus villosus är en stekelart som först beskrevs av Jean-Jacques Kieffer 1906.  Pseudopezomachus villosus ingår i släktet Pseudopezomachus och familjen bracksteklar. Inga underarter finns listade i Catalogue of Life.